# Setebos (Mond)
Setebos (auch Uranus XIX) ist der zweitäußerste der 28 bekannten und der achtinnerste der äußeren irregulären Monde des Planeten Uranus. Er ist einer der kleineren natürlichen Satelliten des Planeten.

## Entdeckung und Benennung
Setebos wurde am 18. Juli 1999 durch ein Team bestehend aus den Astronomen John J. Kavelaars, Brett J. Gladman, Matthew J. Holman, Jean-Marc Petit und Hans Scholl auf fotografischen Aufnahmen zusammen mit den Uranusmonden Stephano und Prospero entdeckt. Die Aufnahmen wurden durch das 3,6-Meter-Canada-France-Hawaii Telescope auf dem Mauna Kea auf Hawaii (USA) angefertigt. Die Entdeckung wurde am 27. Juli 1999 bekannt gegeben; der Mond erhielt zunächst die vorläufige Bezeichnung S/1999 U 1.
Am 21. August 2000 hat der Mond dann den offiziellen Namen Setebos erhalten, wie alle irregulären Uranusmonde außer Margaret nach einer Gestalt in William Shakespeares Komödie Der Sturm. Setebos ist eine Gottheit aus Südamerika (Patagonien, Argentinien), die von der Hexe Sycorax und ihrem Sohn, dem Unhold Caliban, verehrt wird.
Bislang wurden alle Uranusmonde nach Figuren von Shakespeare oder Alexander Pope benannt. Die ersten vier entdeckten Uranusmonde (Oberon, Titania, Ariel, Umbriel) wurden nach Vorschlägen von John Herschel, dem Sohn des Uranus-Entdeckers Wilhelm Herschel, benannt. Später wurde die Tradition der Namensgebung beibehalten.

## Bahneigenschaften

Einordnung in die irregulären Monde

Setebos umläuft Uranus auf einer retrograden, stark elliptischen Umlaufbahn zwischen 7.100.000 und 27.700.000 km von dessen Zentrum (Große Bahnhalbachse 17.419.270 km). Die Bahnexzentrizität beträgt 0,5908, die Bahn ist 158,24° gegenüber der Ekliptik geneigt. Setebos ist knapp 30-mal so weit von Uranus entfernt wie der äußerste reguläre Mond Oberon.
Bedingt durch die große Distanz zu Uranus und gravitative Störungen durch die Sonne und andere Faktoren sind die Bahnparameter dadurch möglicherweise variabel; der Mond könnte vielleicht auch (wieder) in eine heliozentrische Umlaufbahn gelangen.
Setebos ist ein Mitglied der Sycorax-Gruppe, einer Untergruppe der irregulären Monde mit sehr hoher Exzentrizität und hohen Bahnneigungen zwischen 140° und 170°, zu der auch Sycorax, Prospero und Ferdinand gehören.
Die Umlaufbahn des nächstinneren Mondes Prospero ist im Mittel etwa 1,26 Millionen km vom Orbit von Setebos entfernt, die Entfernung der Bahn des äußersten Uranusmondes Ferdinand beträgt im Mittel etwa 3,09 Millionen km.
Setebos umläuft Uranus in rund 2234 Tagen beziehungsweise rund 6 Erdjahren. Setebos benötigt für einen Umlauf um Uranus also mehr als die Hälfte der Umlaufzeit des Planeten Jupiter um die Sonne.

## Physikalische Eigenschaften
Setebos hat einen Durchmesser von geschätzten 48 km, beruhend auf dem für ihn angenommenen Rückstrahlvermögen von 4 %. Die Oberfläche ist damit jedenfalls ausgesprochen dunkel. Seine Dichte wird auf 1,5 g/cm3 geschätzt. Damit dürfte der Mond zum überwiegenden Teil aus Wassereis und silikatischem Gestein zusammengesetzt sein. An seiner Oberfläche beträgt die Schwerebeschleunigung 0,010 m/s2, dies entspricht etwa 1 ‰ der irdischen. Setebos erscheint im Spektrum in grauer Farbe.

## Entstehung
Es wird angenommen, dass Setebos ein eingefangenes Objekt des Kuipergürtels ist und nicht in der Akkretionsscheibe, die das Uranussystem formte, entstanden ist. Es ist denkbar, dass der Mond von einem Kuipergürtelobjekt zunächst zu einem Zentauren wurde und daraufhin durch Uranus eingefangen wurde. Der exakte Einfangmechanismus ist nicht bekannt, doch das Einfangen eines Mondes benötigt die Dissipation von Energie. Die Hypothesen reichen von Einzug von Gas der protoplanetaren Scheibe, Interaktionen im Rahmen des Mehrkörperproblems und Einfang durch die stark anwachsende Masse von Uranus. Die orbitalen Parameter weisen darauf hin, dass Setebos zu derselben dynamischen Gruppe wie Sycorax und Prospero gehört und diese Monde daher wahrscheinlich einen gemeinsamen Ursprung haben.